# Robaczkowo (film)
Robaczkowo (ang. Mr. Bug Goes to Town, znany również pod innymi tytułami jako Hoppity Goes to Town oraz Bugville) – amerykański film animowany z 1941 roku w reżyserii Dave’a Fleischera, wyprodukowany przez wytwórnię Paramount Pictures.

## Fabuła
Akcja filmu rozgrywa się w maleńkiej wiosce o nazwie Robaczkowo (ang. Bugville), która znajduje się w samym środku wielkiego i hałaśliwego miasta. Tu wszyscy mieszkańcy żyją w harmonii z innymi mieszkańcami. Kiedy pewnego razu pasikonik Hoppity powraca do domu, zauważa połamany płot i odkrywa, że coś złego musiało się wydarzyć. Owad postanawia ocalić swoje miasteczko i szuka pomocy u pewnych ludzi, Dicka i Mary. Oni również muszą pozyskać pieniądze na uratowanie swojego domu, aby tym samym dać mieszkańcom Robaczkowa nowe i bezpieczne miejsce do życia.

## Obsada
- Kenny Gardner jako Dick
- Gwen Williams jako Mary
- Jack Mercer jako pan Bumble / Swat
- Tedd Pierce jako C. Bagley Beetle
- Carl Meyer jako Smack
- Stan Freed jako Hoppity
- Pauline Loth jako Honey

## Odbiór

### Krytyka
Film Robaczkowo spotkał się z pozytywną reakcją krytyków. W serwisie Rotten Tomatoes 71% z siedmiu recenzji filmu jest pozytywne (średnia ocen wyniosła 6,5 na 10).